# 10. motorizirana divizija (Irak)
10. motorizirana divizija je motorizirana divizija Iraške kopenske vojske, ki spada pod okrilje Južnih sil IKV.

## Organizacija
- Štab
- 10. bataljon specialnih sil
- 10. komando bataljon
- 38. motorizirana (zračnodesantna) brigada
- 39. motorizirana brigada
- 40. motorizirana brigada
- 41. motorizirana brigada
- 10. poljski artilerijski polk
- 10. poljski artilerijski polk
- 10. lokacijsko poveljstvo

- 10. bazna varnostna enota
- 10. vzdrževalna baza
- 10. motorizirani transportni polk

- 10. divizijski trenažni center